# Dodgeville, Wisconsin
Dodgeville là một thành phố thuộc quận Iowa, tiểu bang Wisconsin, Hoa Kỳ. Năm 2000, dân số của thành phố này là 4220 người.